# Arnold Layne
„Arnold Layne“ je skladba britské rockové skupiny Pink Floyd napsaná kytaristou a zpěvákem Sydem Barrettem. Jako první singl kapely byla vydána v březnu 1967 a v britské hudební hitparádě se dostala nejvýše na 20. místo.

## Kompozice
Píseň pojednává o transvestitovi, jehož hlavní zábavou je kradení ženského oblečení a spodního prádla z prádelních šňůr. Téma je založeno na skutečné události, kdy Watersova a Barrettova matka pronajímaly v Cambridgi byty studentkám, kterým se ztrácelo sušící se prádlo. Toto poněkud kontroverznější téma zapříčinilo, že i přesto, že se singl dostal do Top 20, jej Radio London, Radio Caroline i BBC odmítly hrát.

## Nahrávání
Píseň byla pod dohledem producenta Joea Boyda nahrána 29. ledna 1967 v londýnských Sound Techniques Studios, už od počátku byla zamýšlena jako první singl skupiny. Jenže 1. února téhož roku podepsali Pink Floyd smlouvu s vydavatelstvím EMI, které v té době chtělo využívat pouze vlastní producenty a pro Pink Floyd vyčlenilo Normana Smithe. Ten chtěl nahrát v EMI Studios novou verzi písně, s čímž Waters i Wright souhlasili, ale Barrett, přestože nebyl s původní nahrávkou zcela spokojen, byl proti, takže další nahrávání se již neuskutečnilo.

## Živé a alternativní verze
První doložený koncert, kde Pink Floyd zahráli píseň „Arnold Layne“, se konal 6. dubna 1967 v anglickém Salisbury. Na koncertním repertoáru ale byla ještě dříve, neboť podle producenta Joea Boyda musela být skladba pro nahrávání zkrácena, její živé verze totiž dosahovaly s rozsáhlou střední instrumentální částí i 15 minut. Naopak poslední zaznamenaný koncert s touto písní se uskutečnil 6. října 1967 v Brightonu.
Píseň „Arnold Layne“ vyšla jako singl v mono verzi (katalogové číslo: Columbia EMI DB 8156) s B stranou „Candy and a Currant Bun“ ve Spojeném království dne 10. března 1967 jako vůbec první oficiální nahrávka Pink Floyd, v USA (pod katalogovým číslem Tower 333) vyšla 24. dubna téhož roku. Ačkoliv skladba nevyšla na žádném řadovém albu, byla vydána na kompilacích The Best of the Pink Floyd (1970), Relics (1971), Works (1983; zde v simulovaném stereu), 1967: The First Three Singles (1997), Echoes: The Best of Pink Floyd (2001) a An Introduction to Syd Barrett (2010). Také se objevila na bonusovém CD The Early Singles box setu Shine On (1992) a bonusovém třetím CD reedice alba The Piper at the Gates of Dawn z roku 2007.
Na sólovém turné Radio K.A.O.S. Rogera Waterse v roce 1987 byl během představení pouštěn původní videoklip z roku 1967 s originální zvukovou stopou, nejednalo se tedy o živé předvedení písně. Na koncertní setlist se skladba „Arnold Layne“ opět dostala až v roce 2006 při sólovém turné Davida Gilmoura On an Island Tour. Poprvé zazněla na koncertě 17. dubna 2006 v kalifornském Oaklandu a v repertoáru vydržela do londýnského vystoupení 31. května téhož roku. Zahrána byla i na některých později doplněných Gilmourových letních koncertech, konkrétně 31. července ve Vienne a 12. srpna 2006 v Benátkách. Nahrávky z londýnských koncertů 29. až 30. května 2006 vyšly koncem téhož roku jako živý singl „Arnold Layne“, pocta tentýž rok zemřelému Barrettovi. Tato vystoupení byla též filmována a v roce 2007 vydána jako videozáznam Remember That Night.
Dne 10. května 2007 zahráli Pink Floyd ve složení David Gilmour, Rick Wright a Nick Mason píseň „Arnold Layne“ na koncertě Madcap's Last Laugh na počet Syda Barretta v londýnském Barbican Centre. V roce 2018 byla skladba zařazena na program debutového turné skupiny Nick Mason's Saucerful of Secrets.

## Videoklip
V první polovině roku 1967 vznikl též černobílý videoklip písně „Arnold Layne“, který natočil režisér Derek Nice na pobřeží Sussexu, na pláži Wittering. Vystupují v něm všichni čtyři tehdejší členové skupiny a pátá osoba, která je nakonec odhalena jako figurína. Poprvé byl vysílán 21. května 1967 ve francouzské televizi ORTF 2.

## Původní sestava
- Syd Barrett – elektrická kytara, zpěv
- Rick Wright – elektronické varhany, vokály
- Roger Waters – baskytara
- Nick Mason – bicí, perkuse